# Liverpool John Lennon Airport
Liverpool John Lennon Airport (IATA: LPL, ICAO: EGGP) är en flygplats som betjänar staden Liverpool och nordvästra England. Flygplatsen ligger cirka 12 kilometer sydost om Liverpools centrum.
Till minne av John Lennon döptes flygplatsen 2001 om från Speke Airport till Liverpool John Lennon Airport
Fram till år 2007 var det en av Europas snabbast växande flygplatser, genom att ha ökat det årliga passagerarantalet från 875 000 år 1998 till 5,47 miljoner år 2007.